# Paul Berglar-Schröer
Paul Berglar-Schröer (Pseudonym: Paul Bergenholt, * 26. Februar 1884 in Rheydt; † 12. September 1944 in Darmstadt) war ein deutscher Journalist und Schriftsteller.

## Leben
Paul Berglar-Schröer begann nach seinem Abitur in Rheydt zunächst ein Studium bei Eduard Gebhardt an der Kunstakademie Düsseldorf, wechselte aber nach einem Semester zu einem Studium der Rechtswissenschaft sowie Literatur, Geschichte und Kunstgeschichte an die Universitäten Bonn und München. Er schloss dieses Studium mit dem Referendarexamen ab und war ab 1911 als Journalist und Redakteur in Kiel, Duisburg, Hannover sowie Chefredakteur in Kassel und Oldenburg tätig. Die Tätigkeiten wurden  unterbrochen durch den Kriegseinsatz an der Westfront, von der er mit schwerer Verwundung heimkehrte.
1921 wurde Berglar-Schröer der Hauptschriftleiter des Darmstädter Täglichen Anzeigers, der 1922 in der Hessischen Landeszeitung aufging und wo er das Theater- und Kunstreferat übernahm. Parallel arbeitete er für die Darmstädter Zeitung. Er wurde 1934 Vorsitzender des örtlichen Reichsverbandes der Deutschen Presse.
Paul Berglar-Schröer kam in der Brandnacht mit der Zerstörung Darmstadts am 11. September 1944 in seinem Wohnhaus ums Leben.
Sein Sohn war der Arzt und Historiker sowie Publizist Peter Berglar (1919–1989).

## Wirken
Berglar-Schröer veröffentlichte ab Mitte der Zwanzigerjahre Romane und Erzählungen mit völkischer Tendenz. Während der Zeit des Nationalsozialismus verfasste er als freier Schriftsteller Schriften im Sinn des Regimes: Das 1935 erschienene Buch "Der heilige Antimarx" trägt den Untertitel "Roman aus den Tagen des Kampfes"; drei Bücher erschienen während des Zweiten Weltkriegs als Feldpostausgabe, waren also staatlich subventionierter Lesestoff für die Angehörigen der Wehrmacht; der Roman Der feuerspeiende Berg wurde ins Archiv des apabiz e.V. (antifaschistisches Pressearchiv und Bildungszentrum Berlin e.V.) aufgenommen.
Nach Ende des Zweiten Weltkrieges wurde seine Schrift Der heilige Antimarx (Kulturpolitischer Verlag; Berlin, Leipzig, München 1935) in der Sowjetischen Besatzungszone auf die Liste der auszusondernden Literatur gesetzt. In der Deutschen Demokratischen Republik folgte auf diese Liste noch sein Der Mann aus dem Saetersdal (Enßlin & Laiblin, Reutlingen 1937). Gemäß einer weiteren Liste sollten seine Schriften insgesamt ausgesondert werden. Keiner seiner Texte erfuhr nach 1945 eine Neuauflage.

## Schriften
- Um den Heimathof. Barel i.O. 1926.
- Bergbauern. Graz 1931.
- Bauern in Not. Graz 1933.
- Es ging um die Äcker. Breslau 1933.
- Die Reise nach Wesel. Breslau 1933.
- Der heilige Antimarx. Berlin 1935.
- Frigge. Salzburg 1936.
- Die Nagelschmiede. Saarlautern 1936.
- Der Weg der Maria Erdhalter. Reutlingen 1936.
- Der Mann aus dem Saetersdal. Reutlingen 1937.
- Peter Uhlein. Reutlingen 1937.
- Die Befreiten. Reutlingen 1938.
- Eid bleibt Eid. Salzburg 1938.
- Es geht alles seinen Gang. Salzburg 1939.
- Jonna und Johannes. Salzburg 1940.
- Der feuerspeiende Berg. Volksverband der Bücherfreunde. Wegweiser-Verlag, Berlin 1941, DNB 578856573. (2. Band der 23. (Allgemeinen) Jahresreihe)
- Der Opferweg. Dresden 1943.